# 芬皇寺模塼石塔
35°50′26″N 129°14′01″E / 35.840506°N 129.233546°E
芬皇寺模塼石塔（韓語：분황사 모전석탑）為一座朝鮮三國時代（西元427－660年）的佛塔，推測建於新羅善德女王三年（西元634年），位於韓國慶尚北道慶州市之芬皇寺內，距今有超過一千三百年的歷史。芬皇寺模塼石塔在1962年12月被列為韓國國寶第30號。

## 簡介
芬皇寺模塼石塔位於慶州市月城洞之芬皇寺內。慶州為新羅王朝（西元前57年－935年）的國都，當地有大量新羅的遺跡和文物。
芬皇寺推測建於新羅善德女王三年（西元634年），高9.3公尺，以安山岩石磚堆砌而成。寺內文物經過13世紀高麗蒙古戰爭，以及16世紀萬曆朝鮮之役戰火波及大多已毀壞，現存遺跡最著名為模塼石塔。與同時期百濟興建的彌勒寺石塔（推測建於西元639年）風格差異甚大。
石塔據說最初有7至9層，目前僅有3層留存。模塼石塔的基座為正方形，塔身由石材砌成，四個角落分別有一座花崗岩雕成的獅子。塔的四面均有一個門，門兩側有仁王像（韓語：인왕상）。石塔在朝鮮日治時期之大正四年（西元1915年）進行整修後，其樣貌保存至今。
芬皇寺模塼石塔為現存新羅時期歷史最悠久的石塔，其上的仁王像雕刻為瞭解7世紀新羅雕刻樣式的重要資料。芬皇寺模塼石塔在1962年12月10日被列為韓國國寶第30號。